# Feliks Falk
Pour les articles homonymes, voir Falk.
Feliks Falk, né le 25 février 1941 à Ivano-Frankivsk, est un réalisateur et scénariste polonais. Deux de ses films font partie de la liste des longs métrages polonais proposés à l'Oscar du meilleur film en langue étrangère : Bohater roku et Komornik,.

## Biographie
Fils d'Ernest Falk, un juriste, et de son épouse née Salomea Zaifert - médecin pédiatre, Feliks Falk a les origines juives.
En 1966, il sort diplômé de l'Académie des beaux-arts de Varsovie, puis, en 1974, de la faculté des réalisateurs de l'École nationale de cinéma de Łódź. Il travaille comme directeur artistique du mensuel Magazyn Polski. Il est membre de l'Association des écrivains polonais. Il débute en tant que réalisateur avec le téléfilm Nocleg en 1973. Plusieurs de ses films appartiennent au courant de "cinéma de l'inquiétude morale" apparu au milieu des années 1970,. Son film Héros de l'année remporte le prix FIPRESCI au Festival international du film de Moscou 1987. Il est le copropriétaire et directeur des studios Fokus Film.

## Filmographie
Réalisateur
- 1978 : Wodzirej
- 1979 : Szansa
- 1981 : Był Jazz
- 1986 : Nieproszony gość
- 1987 : Héros de l'année (Bohater roku)
- 1989 : Kapitał
- 1992 : La Fin du jeu (Koniec gry)
- 1993 : Samowolka
- 1995 : Daleko od siebie
- 2005 : Komornik
- 2009 : Enen
- 2010 : Joanna

## Récompenses
- 2005: Orły du meilleur réalisateur, meilleur scénariste, meilleur film − Komornik[7],[8]

## Distinctions
- Croix d'Officier de l'Ordre Polonia Restituta en 2011.